# Hemigrapsus nudus
Il granchio porpora della costa (Hemigrapsus nudus, Dana, 1851) è un granchio diffuso dall'Alaska alla Bassa California in Messico.
Raggiunge una dimensione di 57 mm per 51 mm. Vive lungo le rive rocciose dell'oceano Pacifico tra le alghe e nelle baie ad estuari. È noto con il nome inglese di purple shore crab.